# Gymnangium eximium
Gymnangium eximium är en nässeldjursart som först beskrevs av George James Allman 1874.  Gymnangium eximium ingår i släktet Gymnangium och familjen Aglaopheniidae. Inga underarter finns listade i Catalogue of Life.